# Розкладання на прості дроби
Розкладання на прості дроби (англ. partial fraction decomposition) алгебраїчного дробу (такого дробу, що чисельник і знаменник обидва многочлени) — це операція, яка складається з вираження дробу як суми многочлена (можливо нуля) і одного або кількох дробів з простішими знаменниками.
Розкладання на прості дроби є досить важливим наприклад у інтегральному численні, оскільки цей алгоритм дає можливість обчислити первісну раціональної функції набагато простіше.
Розкладання на прості дроби можна використати, щоб привести раціональний дріб форми
{\displaystyle {\frac {f(x)}{g(x)}}}
де ƒ і g є многочленами, до виразу форми
{\displaystyle \sum _{j}{\frac {f_{j}(x)}{g_{j}(x)}}}
де gj (x) це многочлени які є дільниками g(x), і зазвичай меншого степеню. Отже, розклад на прості дроби можна розглядати як процедуру обернену до простішої операції додавання алгебраїчних дробів, результатом якої є єдиний алгебраїчний дріб з чисельником і знаменником зазвичай вищого степеню. Повний розклад проводить перетворення так далеко як тільки можливо: інакше кажучи, g факторизується на стільки, на скільки це можливо. Отже, на виході повного розкладу на прості дроби ми маємо суму дробів, де:
- знаменник кожного виразу степінь незвідного многочлена і
- чисельник — многочлен меншого степеня ніж цей незвідний многочлен. Для зменшення степеня чисельника напряму, можна використати евклідове ділення многочленів, але якщо ƒ меншого степеня ніж g це не допоможе.

## Для дійсних многочленів
Усякий правильний раціональний дріб {\displaystyle {\tfrac {P(x)}{Q(x)}}}, знаменник якого розкладено на множники
{\displaystyle Q(x)=(x-a_{1})^{j_{1}}\cdots (x-a_{m})^{j_{m}}(x^{2}+b_{1}x+c_{1})^{k_{1}}\cdots (x^{2}+b_{n}x+c_{n})^{k_{n}}}
де {\displaystyle a_{1},\dots ,a_{m}}, {\displaystyle b_{1},\dots ,b_{n}}, {\displaystyle c_{1},\dots ,c_{n}} — дійсні числа, {\displaystyle b_{i}^{2}-4c_{i}<0}, та {\displaystyle j_{1},\dots ,j_{m}}, {\displaystyle k_{1},\dots ,k_{n}} — додатні індекси.  Лінійні множники {\displaystyle (x-a_{i})} в {\displaystyle Q(x)} відповідають дійсним кореням {\displaystyle Q(x)}, а множники {\displaystyle (x^{2}+b_{i}x+c_{i})} — незвідні квадратичні множники {\displaystyle Q(x)} що відповідають парам комплексних спряжених коренів {\displaystyle Q(x)}.
Можна подати (лише єдиним способом) у виді наступної суми найпростіших дробів:
{\displaystyle {\frac {P(x)}{Q(x)}}=P_{1}(x)+\sum _{i=1}^{m}\sum _{r=1}^{j_{i}}{\frac {A_{ir}}{(x-a_{i})^{r}}}+\sum _{i=1}^{n}\sum _{r=1}^{k_{i}}{\frac {B_{ir}x+C_{ir}}{(x^{2}+b_{i}x+c_{i})^{r}}}}
Зазвичай невідомі коефіцієнти шукають за допомогою методу невизначених коефіцієнтів.

## Приклади

### Приклад 1
{\displaystyle f(x)={\frac {1}{x^{2}+2x-3}}}
Тут знаменник можна розкласти на два різні лінійні множники:
{\displaystyle q(x)=x^{2}+2x-3=(x+3)(x-1)}
Отже, ми маємо такий розклад
{\displaystyle f(x)={\frac {1}{x^{2}+2x-3}}={\frac {A}{x+3}}+{\frac {B}{x-1}}}
Множення на x2 + 2x − 3 дає нам таке рівняння
{\displaystyle 1=A(x-1)+B(x+3)}
Заміна x  = −3 дає A = −1/4 і заміна x  = 1 дає B = 1/4. Отже,
{\displaystyle f(x)={\frac {1}{x^{2}+2x-3}}={\frac {1}{4}}\left({\frac {-1}{x+3}}+{\frac {1}{x-1}}\right)}

### Приклад 2
{\displaystyle f(x)={\frac {x^{3}+16}{x^{3}-4x^{2}+8x}}}
Після ділення многочленів, ми маємо
{\displaystyle f(x)=1+{\frac {4x^{2}-8x+16}{x^{3}-4x^{2}+8x}}=1+{\frac {4x^{2}-8x+16}{x(x^{2}-4x+8)}}}
Оскільки (−4)2 − 4×8 = −16 < 0, множник x2 − 4x + 8 є незвідним і розклад на прості дроби над полем дійсних чисел такий
{\displaystyle {\frac {4x^{2}-8x+16}{x(x^{2}-4x+8)}}={\frac {A}{x}}+{\frac {Bx+C}{x^{2}-4x+8}}}
Множачи на x3 − 4x2 + 8x, отримуємо тотожність
{\displaystyle 4x^{2}-8x+16=A(x^{2}-4x+8)+(Bx+C)x}
Беручи x = 0, ми бачимо, що 16 = 8A, отже A = 2. Порівнюючи коефіцієнти при x2 ми бачимо, що 4 = A + B = 2 + B, отже B = 2. З порівняння лінійних коефіцієнтів ми бачимо, що −8 = −4A + C = −8 + C, отже C = 0. В підсумку,
{\displaystyle f(x)=1+2\left({\frac {1}{x}}+{\frac {x}{x^{2}-4x+8}}\right)}

### Приклад 3
Цей приклад демонструє майже всі можливі хитрощі, які могли б знадобитися в розв'язанні за допомогою СКА.
{\displaystyle f(x)={\frac {x^{9}-2x^{6}+2x^{5}-7x^{4}+13x^{3}-11x^{2}+12x-4}{x^{7}-3x^{6}+5x^{5}-7x^{4}+7x^{3}-5x^{2}+3x-1}}}
Після ділення многочленів і факторизації знаменника, маємо
{\displaystyle f(x)=x^{2}+3x+4+{\frac {2x^{6}-4x^{5}+5x^{4}-3x^{3}+x^{2}+3x}{(x-1)^{3}(x^{2}+1)^{2}}}}
Розклавши на прості дроби отримує таку форму
{\displaystyle {\frac {2x^{6}-4x^{5}+5x^{4}-3x^{3}+x^{2}+3x}{(x-1)^{3}(x^{2}+1)^{2}}}={\frac {A}{x-1}}+{\frac {B}{(x-1)^{2}}}+{\frac {C}{(x-1)^{3}}}+{\frac {Dx+E}{x^{2}+1}}+{\frac {Fx+G}{(x^{2}+1)^{2}}}}
Множачи на (x − 1)3(x2 + 1)2 переходимо до тотожних многочленів
{\displaystyle {\begin{aligned}&{}\quad 2x^{6}-4x^{5}+5x^{4}-3x^{3}+x^{2}+3x\\&=A(x-1)^{2}(x^{2}+1)^{2}+B(x-1)(x^{2}+1)^{2}+C(x^{2}+1)^{2}+(Dx+E)(x-1)^{3}(x^{2}+1)+(Fx+G)(x-1)^{3}\end{aligned}}}
Беручи x = 1 отримуємо 4 = 4C, отже C = 1. Так само, беручи x = i отримуємо 2 + 2i = (Fi + G)(2 + 2i), отже Fi + G = 1, звідси F = 0 і G = 1 через прирівнювання дійсних і уявних складових. З C = G = 1 і F = 0, беручи x = 0 ми отримуємо A − B + 1 − E − 1 = 0, таким чином E = A − B.
Маємо тотожність
{\displaystyle {\begin{aligned}&{}2x^{6}-4x^{5}+5x^{4}-3x^{3}+x^{2}+3x\\&=A(x-1)^{2}(x^{2}+1)^{2}+B(x-1)(x^{2}+1)^{2}+(x^{2}+1)^{2}+(Dx+(A-B))(x-1)^{3}(x^{2}+1)+(x-1)^{3}\\&=A((x-1)^{2}(x^{2}+1)^{2}+(x-1)^{3}(x^{2}+1))+B((x-1)(x^{2}+1)-(x-1)^{3}(x^{2}+1))+(x^{2}+1)^{2}+Dx(x-1)^{3}(x^{2}+1)+(x-1)^{3}\end{aligned}}}
Розкриваючи дужки і сортуючи степені x отримуємо
{\displaystyle {\begin{aligned}&{}2x^{6}-4x^{5}+5x^{4}-3x^{3}+x^{2}+3x\\&=(A+D)x^{6}+(-A-3D)x^{5}+(2B+4D+1)x^{4}+(-2B-4D+1)x^{3}+(-A+2B+3D-1)x^{2}+(A-2B-D+3)x\end{aligned}}}
Тепер ми можемо порівняти коефіцієнти і побачити, що
{\displaystyle {\begin{aligned}A+D&=&2\\-A-3D&=&-4\\2B+4D+1&=&5\\-2B-4D+1&=&-3\\-A+2B+3D-1&=&1\\A-2B-D+3&=&3,\end{aligned}}}
з A = 2 − D і −A −3 D =−4 випливає, що A = D = 1 і з цього B = 0, далі C = 1, E = A − B = 1, F = 0 і G = 1.
Отже, розклад на прості дроби для ƒ(x) такий
{\displaystyle f(x)=x^{2}+3x+4+{\frac {1}{(x-1)}}+{\frac {1}{(x-1)^{3}}}+{\frac {x+1}{x^{2}+1}}+{\frac {1}{(x^{2}+1)^{2}}}.}
Замість розкривання дужок, інші лінійні залежності коефіцієнтів можна було отримати через обчислення похідних у x=1 і x=i в попередній поліноміальній тотожності. (Для цього згадаймо, що похідна в x=a від (x−a)mp(x) зникає якщо m > 1 і є просто p(a) якщо m=1.)
Отже, наприклад, перша похідна в x=1 дає
{\displaystyle 2\cdot 6-4\cdot 5+5\cdot 4-3\cdot 3+2+3=A\cdot (0+0)+B\cdot (2+0)+8+D\cdot 0}
тобто 8   = 2B + 8 отже B=0.